# Christ Agony
Christ Agony – polska grupa muzyczna wykonująca black metal, zaliczana do prekursorów gatunku w Polsce. Powstała w 1990 roku w Morągu. W 2003 roku w wyniku konfliktu z ówczesnym wydawcą formacja została rozwiązana. W 2005 roku wokalista i gitarzysta Cezary Augustynowicz powołał zespół Union, pozostając jedynym członkiem oryginalnego składu Christ Agony. Tego samego roku formacja wydała jedyny album zatytułowany Christ Agony. W 2007 roku Augustynowicz wznowił działalność Christ Agony w odnowionym składzie, natomiast zespół Union został rozwiązany.

## Historia

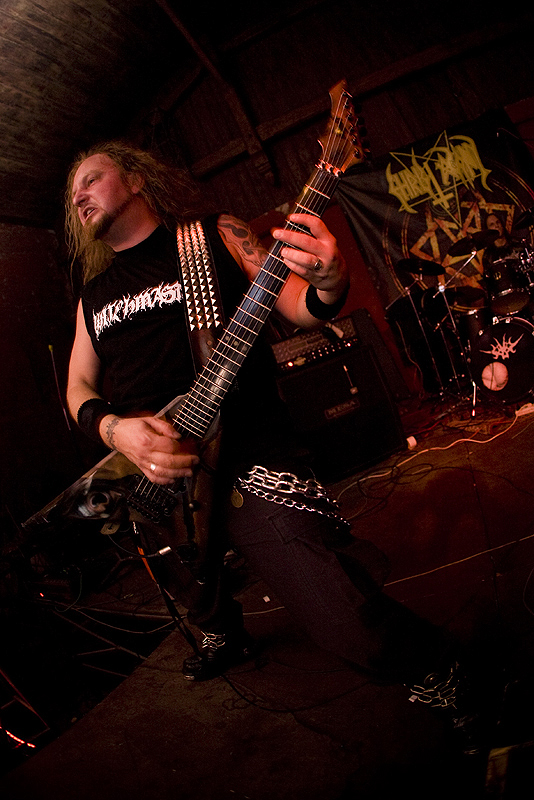
Cezary „Cezar” Augustynowicz podczas koncertu 5 października 2008 roku

Zespół powstał w 1990 roku w Morągu z inicjatywy gitarzysty i wokalisty Cezarego „Cezara” Augustynowicza, perkusisty Adama „Żurka” Żuromskiego oraz basisty i wokalisty Andrzeja „Asha” Geta. Jeszcze w 1990 roku ukazał się debiutancki materiał demo pt. Sacronocturn. Uznanie jednak grupa zyskała dopiero wydaną w marcu 1992 roku drugą kasetą demo zatytułowaną Epitaph of Christ. Materiał został zarejestrowany podczas sesji trwającej dwanaście godzin. W 1993 roku nakładem wytwórni muzycznej Carnage Records ukazał się debiutancki album Christ Agony zatytułowany Unholyunion. Podczas nagrań w Modern Sound Studio zespół współpracował z realizatorem Tomaszem Bonarowskim.
W czerwcu 1994 roku ponownie w gdyńskim Modern Sound Studio formacja nagrała drugi album. Płyta zatytułowana Daemoonseth – Act II ukazała się tego samego roku nakładem wytwórni Carange Records i Adipocere Records. Rok później zespół opuścili Żuromski i Get. Nowymi członkami Christ Agony zostali występujący w deathmetalowej formacji Dies Irae, Maurycy „Mauser” Stefanowicz, który objął stanowisko basisty oraz perkusista Maciej „Gilan” Liszewski. Również w 1995 roku firma Baron Records wydała kompilację pt. Faithless. Na wydawnictwie znalazły się nagrania pochodzące z kaset demo Christ Agony. Kompozycje zremasterował Szymon Czech. W styczniu 1996 roku w Pro-Studio w Olsztynie został nagrany trzeci album zespołu. Wydawnictwo zatytułowane Moonlight – Act III ukazało się nakładem wytwórni muzycznych Croon Records i Cacophonous Records. Okładkę albumu namalował Krzysztof Lutostański, który współpracował poprzednio z zespołem Vader.
W 1997 roku ukazał się czwarty album formacji zatytułowany Darkside. Gościnnie w nagraniach wzięli udział flecista Marcin Rumiński, wokalista Tomasz „Yogi” Adamski oraz perkusista Krzysztof „Docent” Raczkowski. Płyta wydana nakładem Hammerheart Records oraz Morbid Noizz Productions była promowana podczas koncertów wraz z formacją Helheimm. Wkrótce potem zespół opuścił Stefanowicz. W listopadzie tego samego roku w olsztyńskim Selani Studio powstał piąty album Christ Agony pt. Trilogy. Realizacji partii gitary basowej podjął się Jarosław „Blackie” Mielczarek. Natomiast Liszewskiego któremu studia wyższe uniemożliwiły dalszą działalność artystyczną zastąpił Przemysław „Thoarinus” Wojewoda. Ponadto gościnnie w nagraniach wziął udział klawiszowiec Marek „Mark” Kutnik z Hermh. Płyta ukazała się 1 kwietnia 1998 roku nakładem Pagan Records. W ramach promocji zespół odbył szereg koncertów m.in. wraz z grupami Lux Occulta i Hate. Pod koniec 1998 roku zespół przystąpił do prac na nowym albumem zatytułowanym Elysium. Płyta została wydana w 1999 roku nakładem Metal Mind Records. W nagraniach gościnnie wzięli udział perkusiści Bart oraz ponowie Krzysztof „Docent” Raczkowski, wokalista Patrick Bissonette i Mark Kwadrans, który zagrał na bodhránie. W ramach promocji do utworu „Eternal Stars” został zrealizowany teledysk, który wyreżyserował Adam Kuc.
W 2000 roku wytwórnia Apocalypse Productions na jednej płycie CD wydała albumy Moonlight Act III oraz Darkside. Natomiast w marcu firma Pagan Records wydała dwupłytowe wydawnictwo zawierające albumy Unholyunion i Moonlight – Act III. W lipcu Christ Agony wystąpił w zastępstwie grupy Lux Occulta na festiwalu Castle Party w Bolkowie. Z kolei we wrześniu zespół odbył trasę koncertową Industria Apocaliptica Tour w Polsce. Wkrótce potem zespół opuścili Jarosław „Blackie” Mielczarek i Przemysław „Thoarinus” Wojewoda. Zastąpili ich członkowie Supreme Lord, perkusista Witold „Vitold” Domański i basista Tomasz „Reyash” Rejek. Następnie Domańskiego zastąpił Krzysztof „Zaala” Zalewski. W 2002 roku nakładem wytwórni muzycznej ukazał się pierwszy album koncertowy w historii Christ Agony zatytułowany Live – Apocalypse. Nagrania zostały zarejestrowane w warszawskim klubie Proxima pod koniec 2000 roku. W 2003 roku wyniku konfliktu z wytwórnią płytową rozwiązano Christ Agony. W jego miejsce w 2005 roku Augustynowicz powołał zespół Union. Skład uzupełnili basista i wokalista Tomasz „Reyash” Rejek oraz perkusista z zespołu Dissenter – Dariusz „Młody” Płaszewski. Cezary Augustynowicz powołanie zespołu Union skomentował w następujący sposób:

Zmiana nazwy nie była kwestią przypadku, była prawdę mówiąc przymusem z naszej strony. Niestety, okazało się, że kontrakt, jaki podpisaliśmy kilka lat wcześniej z jedną z krajowych wytwórni, był dla zespołu tak niekorzystny, że jedynym wyjściem, aby istnieć i dalej nagrywać była zmiana nazwy. Dla mnie osobiście nowy album jest kolejnym osiągnięciem w całym dotychczasowym dorobku kapel, które tworzyłem. Sam tytuł płyty jest próbą uświadomienia, że jesteśmy tym samym zespołem. Wybór nazwy zespołu nie był zbyt trudny, dlatego że dla mnie Union jest nazwą jednoznaczną, która łączy w sobie wszystko co do tej pory stworzyłem.

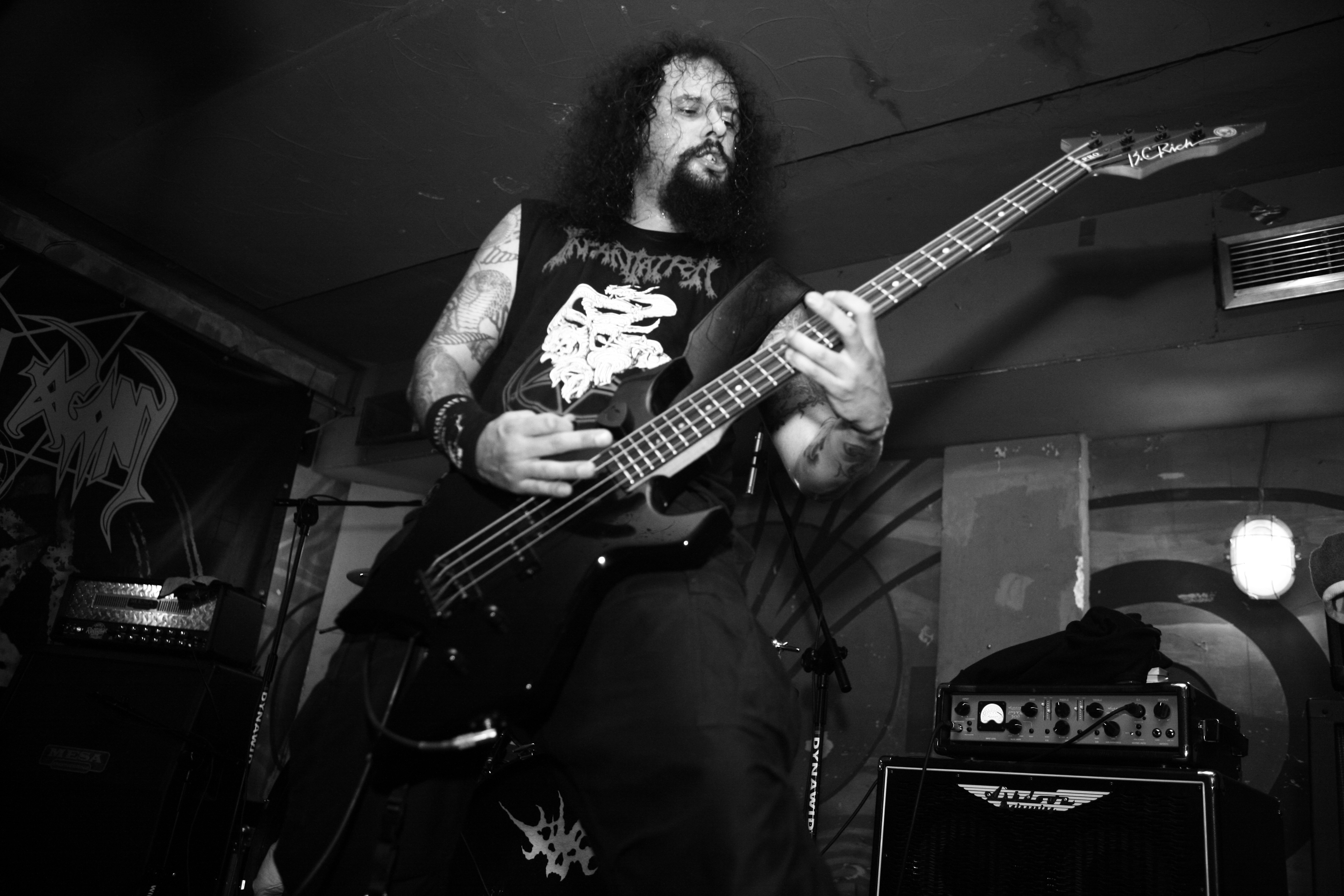
Tomasz „Reyash” Rejek podczas koncertu 11 października 2008 roku

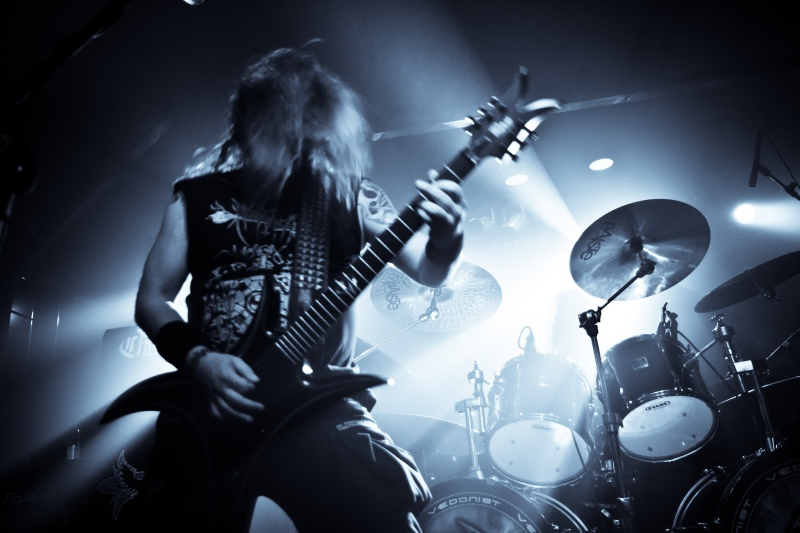
Cezary „Cezar” Augustynowicz podczas koncertu w krakowskim klubie Loch Ness 14 października 2010 roku

Również w 2005 roku ukazał się album zatytułowany Christ Agony. Nagrania zarejestrowane w Metal Sound Studio w Świebodzinie wydała firma Agonia Records. W 2006 roku Młodego zastąpił szwajcarski perkusista Alex von Poschinger z formacji Voodoogods. Rok później Union został rozwiązany a, grupa Christ Agony wznowiła działalność w nowym składzie. Augustynowicz do współpracy zaprosił ponownie basistę Tomasza „Reyasha” Rejka oraz perkusistę Łukasza „Icanraza” Sarnackiego. Również w 2007 roku ukazało się pierwsze wydawnictwo formacji po reaktywacji zatytułowane Demonology. Minialbum zarejestrowany w olsztyńskim Studio X ukazał się w limitowanym do 666 egzemplarzy nakładzie. 15 listopada 2008 roku ukazał się siódmy album formacji zatytułowany Condemnation. Płyta ukazała się nakładem wytwórni muzycznej Razor Productions. W ramach promocji zespół odbył trasę koncertową Condemnation Tour 2008. Na trzech koncertach podczas trasy Sarnackiego zastąpił Dariusz „Hellrizer” Zaborowski.
W 2009 roku zespół koncertował w Polsce w ramach trasy The Fallen Angel Tour 2009 w Polsce. Występy zespołu Augustynowicza poprzedzała formacja Vedonist oraz lokalne zespoły. Pod koniec roku Sarnacki opuścił zespół. Zastąpił go perkusista zespołu Deivos – Krzysztof „Vizun” Saran. 5 czerwca 2010 roku w Olsztynie na Przystani Marina odbył się jubileuszowy koncert Christ Agony z okazji dwudziestolecia działalności. W imprezie zorganizowanej przez Olsztyn Old Underground wzięły udział ponadto zespoły Dead Infection, Hermh, Pandemonium oraz Embrional. W październiku zespół odbył trasę koncertową Rebellion Tour vol. II. Występy Christ Agony odbyły się w zmienionym składzie. Tymczasowym basistą został Piotr „Mścisław” Bajus, natomiast stanowisko perkusisty objął Dariusz „Hellrizer” Zaborowski. W trasie wzięły ponadto udział formacje Decapitated, Hate, Vedonist, Nammoth i Nerve. Również w październiku ukazała się kompilacja UnholyDeaMoon zawierająca utwory z trzech pierwszych albumów studyjnych Christ Agony. Trzypłytowe wydawnictwo w limitowanym do 1000 egzemplarzy nakładzie wydała firma Faithless Production.
W marcu 2011 roku w olsztyńskim Studio X grupa rozpoczęła prace nad ósmym albumem studyjnym pt. NocturN. Gościnnie w nagraniach wziął udział znany z formacji Behemoth – Zbigniew „Inferno” Promiński, który zarejestrował wszystkie partie perkusji. Również w marcu na cmentarzysku Gotów i Gepidów w miejscowości Węsiory odbyła się sesja zdjęciowa na potrzeby płyty. Fotografie zespołu wykonał Krzysztof „Sado” Sadowski znany m.in. ze współpracy z grupami Vader i Kobranocka. Na początku kwietnia grupa dała szereg koncertów w Rosji i na Białorusi. Zespół poprzedził występy formacji Vesania. W maju grupa powróciła do Polski gdzie w ramach Metal Attack Tour 2011 poprzedzała zespół Incantation. Podczas tournée Zaborowskiego zastąpił Paweł „Paul” Jaroszewicz znany m.in. z występów w grupach Thy Disease i Crionics.

## Muzycy
| Obecny skład zespołu - Cezary „Cezar” Augustynowicz – gitara, śpiew (1990–2003, od 2007) - Michał „Armagog” Samol – gitara basowa (od 2017) - Dariusz „Młody” Płaszewski – perkusja (od 2012) Muzycy sesyjni - Krzysztof „Docent” Raczkowski – perkusja (1998, 1999) - Bartek „Bart” Baranowski – perkusja (1999) - Zbigniew „Inferno” Promiński – perkusja (2011) - Dariusz „Daray” Brzozowski – perkusja (2016) |  | Byli członkowie zespołu - Marcin „G-Hatt” Banaszewski – gitara (2000) - Andrzej „Ash” Get – gitara basowa, śpiew (1990–1995) - Maurycy „Mauser” Stefanowicz – gitara basowa (1995–1997) - Jarosław „Blackie” Mielczarek – gitara basowa, śpiew (1997–2000) - Piotr „Mścisław” Bajus – gitara basowa, śpiew (2010) - Adam „Żurek” Żuromski – perkusja (1990–1995) - Maciej „Gilan” Liszewski – perkusja (1995–1998) - Przemysław „Thoarinus” Wojewoda – perkusja (1998–2000) - Witold „Vitold” Domański – perkusja (2000) - Krzysztof „Zaala” Zalewski – perkusja (2000–2003, 2011) - Łukasz „Icanraz” Sarnacki – perkusja (2007–2009) - Krzysztof „Vizun” Saran – perkusja (2009–2010) - Dariusz „Hellrizer” Zaborowski – perkusja (2008, 2010–2011) - Paweł „Paul” Jaroszewicz – perkusja (2011–2012) - Tomasz „Reyash” Rejek – gitara basowa, śpiew (2000–2003, 2007–2017) |  | Skład zespołu Union - Cezary „Cezar” Augustynowicz – gitara, śpiew (2005–2007) - Tomasz „Reyash” Rejek – gitara basowa, śpiew (2005–2007) - Dariusz „Młody” Płaszewski – perkusja (2005–2006) - Alex von Poschinger – perkusja (2006–2007) |

## Dyskografia
Albumy studyjne
- Unholyunion (1993, Baron Records)

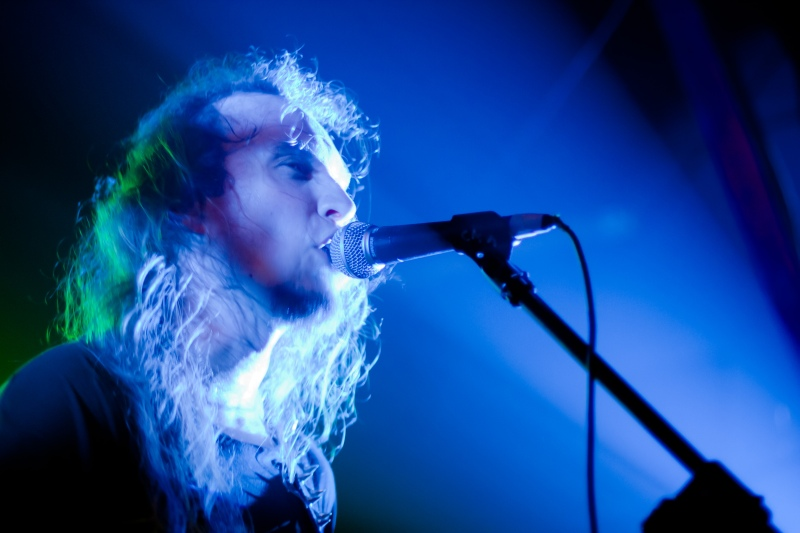
Mścisław podczas koncertu w krakowskim klubie Loch Ness 14 października 2010 roku

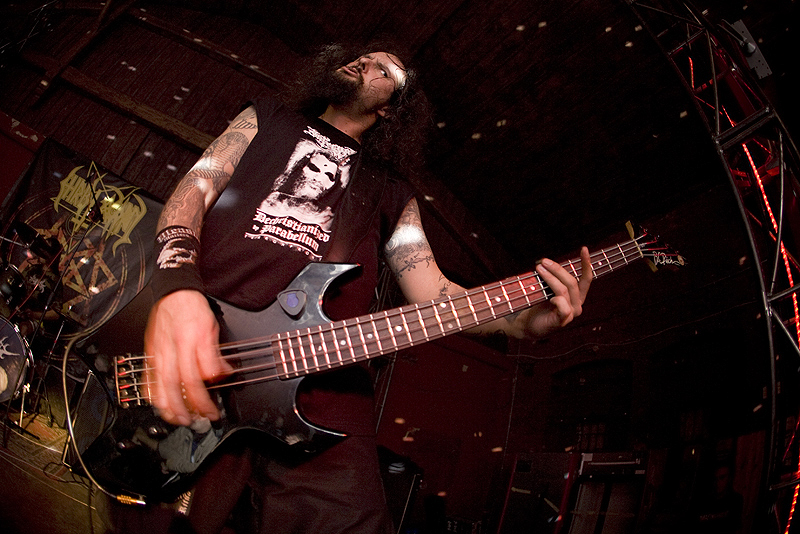
Tomasz „Reyash” Rejek podczas koncertu 5 października 2008 roku

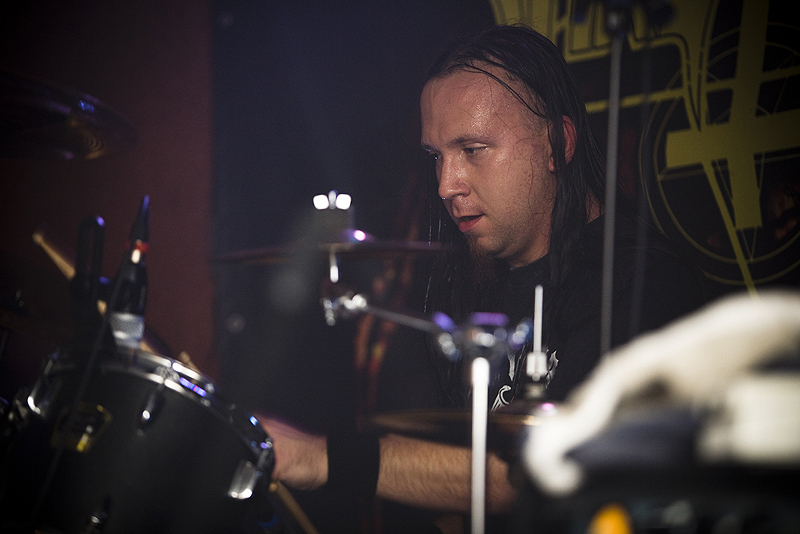
Łukasz „Icanraz” Sarnacki podczas koncertu 6 października 2008 roku

- Daemoonseth – Act II (1994, Adipocere Records)
- Moonlight – Act III (1996, Croon Records, Cacophonous Records)
- Darkside (1997, Hammerheart Records, Morbid Noizz Productions)
- Trilogy (1998, Pagan Records)
- Elysium (1999, Metal Mind Records)
- Christ Agony (2005, jako Union, Agonia Records)
- Condemnation (2008, Razor Productions)
- NocturN (2011, Mystic Production)
- Legacy (2016, Witching Hour Productions)

Minialbumy
- Demonology (2007, Razor Productions)
- Black Blood (2015, Witching Hour Productions)

Albumy koncertowe
- Live – Apocalypse (2002, Apocalypse Productions)

Kompilacje
- Faithless (1995, Baron Records)
- Moonlight Act III / Darkside (2000, Apocalypse Productions)
- Unholyunion / Daemoonseth Act II (2000, Pagan Records)
- UnholyDeaMoon (2010, Faithless Production)

Dema
- Sacronocturn (1990, wydanie własne)
- Epitaph of Christ (1992, Carnage Records)

## Teledyski
- „Eternal Stars” (1999, reżyseria: Adam Kuc)[33]